# Chiesa di Santa Maria Maggiore (Sirmione)
La chiesa di Santa Maria Maggiore, detta anche chiesa di Santa Maria della Neve, è la parrocchiale di Sirmione, in provincia di Brescia e diocesi di Verona; fa parte del vicariato del Lago Bresciano.

## Storia
Le prime attestazioni dell'esistenza della pieve di Sirmione, che era dedicata a san Martino, risalgono all'VIII secolo; la chiesa è menzionata in un documento del 1145 di papa Eugenio III, la bolla pontificia Piae postulatio voluntatis, come plebem Sirmii cum capellis et decimis. L'attuale parrocchiale venne costruita nel XV secolo, riutilizzando parte dei materiali provenienti dalla demolita pieve di San Martino in castello, e consacrata nel 1512. Dalla relazione della visita pastorale del 1526 s'apprende che anche la chiesa quattrocentesca portava il titolo di pieve e che la cura d'anime era retta da un arciprete. Nel XVII secolo la chiesa fu dotata di alcuni nuovi altari e subì un intervento di ristrutturazione alla fine del Novecento.

## Descrizione
La facciata della chiesa è a capanna; davanti ad essa sorge il porticato, che presenta cinque arcate. L'interno è ad un'unica navata; l'aula termina con il presbiterio rialzato di due gradini, caratterizzato da volta ad ombrello ed introdotto da un arco trionfale a sesto acuto, a sua volta chiuso dall'abside poligonale. La chiesa dispone di quattro altari laterali dedicati al Santissimo Sacramento, a Sant'Antonio, a Sant'Andrea Apostolo e alla Madonna del Rosario.